# 流し染め
流し染め（ながしぞめ）は、アーティスト藤川眞佐夫が考案した技法。墨流し・マーブリングを参考に考案した。絵画的な表現ができる事で、流し染めという新たな命名をした。
その自然界にある流動的文様は筆後を残さず、自然なグラデーションを描く。絵画表現は抽象的な雰囲気もあるが、実は巧妙な写実表現を感じさせる。
主に和紙・生地などに施す。